# Telegramstijl
Telegramstijl is taalgebruik dat uitzonderlijk bondig is, doordat woorden die ertoe dienen welgevormde zinnen te genereren, maar die niet strikt noodzakelijk zijn voor het begrip van de boodschap, worden weggelaten. 
De telegramstijl is eigenlijk geen opzichzelfstaande stijl; dat laatste begrip duidt zowel woordkeus, zinsstructuur, eventueel beeldend taalgebruik als beoogd leeseffect aan. De telegramstijl daarentegen heeft maar één doel: beknoptheid. Door weglating van woorden grijpt de schrijver in in de gangbare grammatica en zinsstructuur, en aldus richt telegramstijl zich alleen op dat laatste aspect van stijl.
De weggelaten woorden zijn vaak lidwoorden en voorzetsels.

## Telegram
Toen telegrammen nog het snelste communicatiemiddel vormden, werden de woorden van een bericht op papier vastgelegd en overgeseind. Een telegram moest per woord worden betaald, en het lag dan ook voor de hand op woorden te bezuinigen. Dat bleek mogelijk zonder dat de boodschap aan informatie inboette: 
vader ziek
was even duidelijk als
je vader is ziek
en leverde een besparing in woordental op van 50%. Sinds ongeveer 1990 zijn telegrammen in onbruik geraakt door de opkomst van moderner en goedkoper middelen, maar de telegramstijl is in andere situaties in gebruik gebleven.

## Krantenkop
Ook krantenkoppen bedienen zich doorgaans van telegramstijl. Hier gaat het niet om het uitsparen van kosten, maar om effectief gebruik van ruimte. 
Niet zelden gebeurt het dat een krantenkop daardoor iets anders zegt dan wat er bedoeld wordt. Een voorbeeld is "Advocaat Jansen" waar "Advocaat van Jansen" wordt bedoeld. Bekend is ook de kop (zonder komma, maar op twee regels):
Bemanning gezonken
schip gered

## Advertentie
Kleine, persoonlijke krantenadvertenties dienen vaak per regel betaald te worden, en ook daarbij is het dus zaak zuinig met woorden om te springen. Regels worden langer door het aantal gebezigde woorden, maar vooral door het totaal aantal schrifttekens. Zo kiest ook de plaatser van een advertentie voor telegramstijl, maar bedient zich niet alleen van woordweglatingen, maar ook van het veelvuldig gebruik van afkortingen. De opsteller van een advertentie is zelden een professioneel schrijver, en ziet weleens over het hoofd dat zulke afkortingen zorgvuldig gekozen moeten worden om begrijpelijk te zijn: 
Niet onaantr. vrouw zkt bem. man
kan zo'n probleem opleveren: niet iedere lezer zal begrijpen dat bedoeld wordt: 
Een niet onaantrekkelijke vrouw zoekt een bemiddelde man.

## Scherm op apparatuur
De teksten die op het scherm van een mobiele telefoon, printer of ander apparaat verschijnen, kunnen vaak niet langer dan enkele tekens zijn. Er worden dan ook vaak afkortingen gebruikt. Niet zelden komt een vertaler in de problemen, doordat hij de opdracht heeft een tekst leesbaar te vertalen, met een maximale lengte van (bijvoorbeeld) 16 tekens, wat in de oorspronkelijke taal geen probleem is, maar in de nieuwe taal wel. Zo staat op het scherm van een HP-printer "Besch. media gebr." waarmee wordt bedoeld "Beschikbare media gebruiken".

## Nieuwe alternatieven
In de snelle communicatie van het huidige geautomatiseerde tijdperk zijn nieuwe alternatieven voor telegramstijl opgekomen: emoticons vangen in een of enkele symbolen een heel begrip, sms-taal bedient zich van afkortingen als w8ff voor "wacht even". 
Bij invulformulieren op websites kan men vaak een bericht van beperkte lengte opgeven. Die beperking is voornamelijk gewenst omdat de ontvanger geen tijd wil verspillen aan het lezen van lange teksten. De verzender wordt echter soms gedwongen telegramstijl en afkortingen te gebruiken, wat de leesbaarheid niet ten goede komt.
Twitter kent een limiet van 280 tekens per tweet (voorheen 140 tekens). Het zuinig omgaan met woorden en gebruik van afkortingen is daarom gebruikelijk om een bericht te beperken tot een enkele tweet.